# Antoine César Becquerel
Antoine César Becquerel [antuan sézar bekerel] (8. březen 1788, Châtillon-Coligny – 18. leden 1878, Paříž) byl francouzský fyzik, průkopník elektrochemie. Jako první na světě získal kov elektrolýzou. Dnes je připomínán především pro objev fotovoltaického jevu, který umožňuje získávat energii ze slunečního záření. Studoval též atmosférickou elektřinu, telegrafii a magnetismus. I jeho syn Alexandre Edmond Becquerel (1820–1891) se stal fyzikem, jeho vnuk Henri Becquerel (1852-1908) dokonce získal Nobelovu cenu za fyziku.

## Fotovoltaický jev
Tento objev Becquerel učinil v roce 1839. Do nádoby rozdělené průlinčitou stěnou umístil dvě platinové elektrody a do obou částí nádoby nalil elektrolyt. Elektrody připojil ke galvanometru. Poté zamezil veškerému přístupu světla do nádoby. V té chvíli galvanometr nezaznamenal žádnou hodnotu. Jakmile však Becquerel vpustil do nádoby světlo, zaznamenal galvanometr mezi elektrodami napětí. Šlo o první zaznamenanou přeměnu světelné energie na elektřinu. Becquerel to nazval fotovoltaickým jevem, ale dlouho nebyl považován za nijak významný pro průmysl. Až v 2. polovině 20. století se jev stal základem pro vznik výkonnějších fotovoltaických článků a tedy i fotovoltaických elektráren (průlomovým byl zejména patent Russella Shoemakera Ohla z roku 1946).

## Ocenění
Je jedním ze 72 významných mužů, jejichž jméno je zapsáno na Eiffelově věži v Paříži.